# 埃爾羅薩里奧 (科馬亞瓜省)
埃爾羅薩里奧（西班牙語：El Rosario），是洪都拉斯的城鎮，位於該國中西部，由科馬亞瓜省負責管轄，面積300.10平方公里，海拔高度789米，2001年人口20,613，人口密度每平方公里68.69人。
14°34′30″N 87°44′35″W / 14.57500°N 87.74306°W